# Скеджа

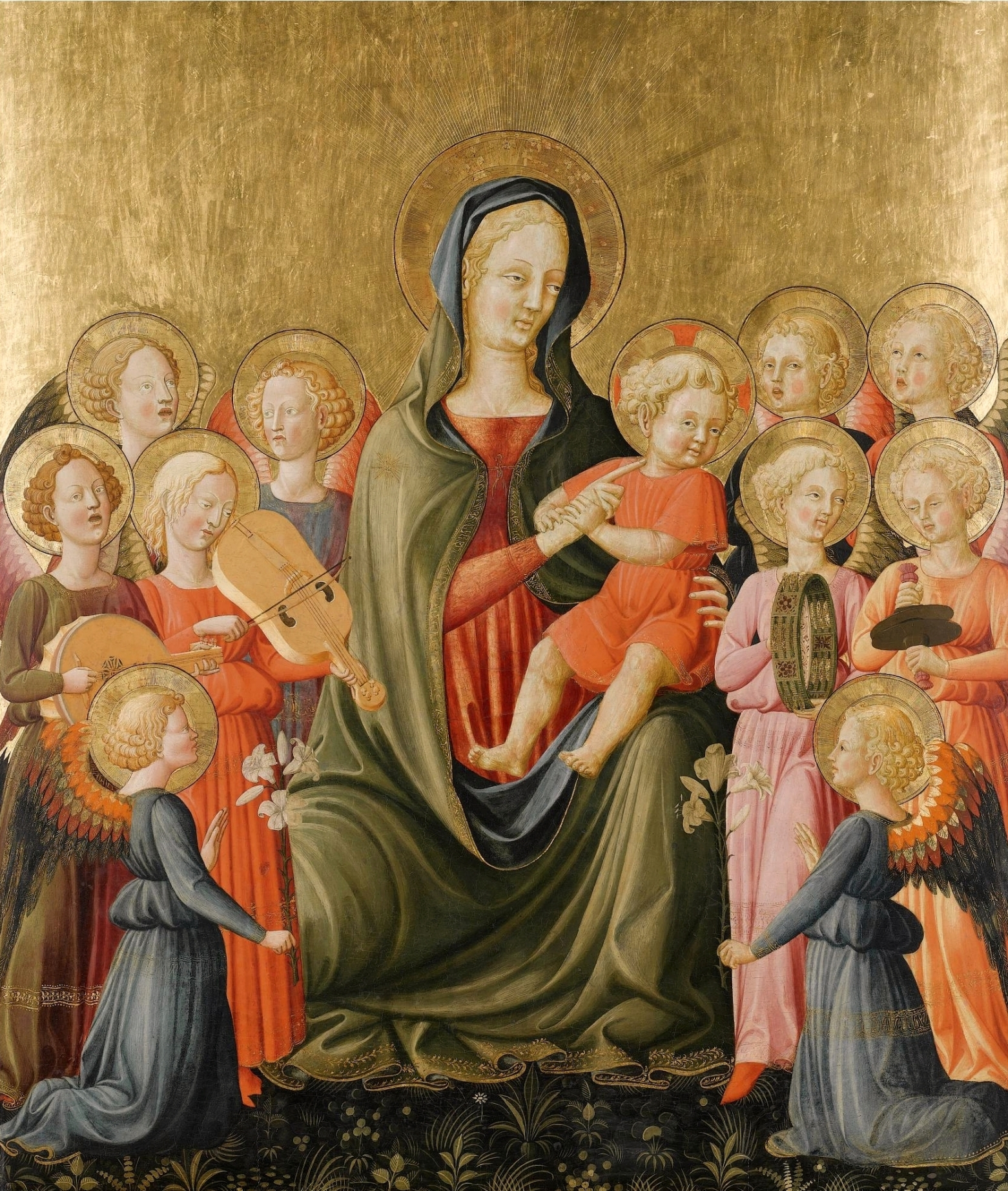
Мадонна с Младенцем и ангелами, 1420-е. Дерево, темпера. Частное собрание. В этой ранней работе видно влияние Мазаччо и Фра Беато Анджелико

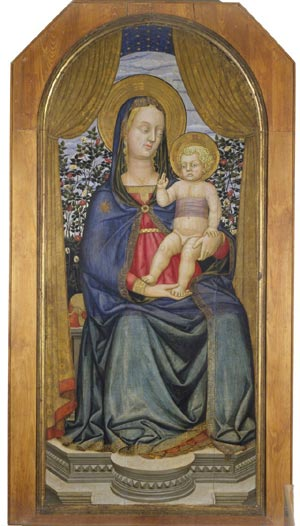
Мадонна с Младенцем на троне. Центральная панель табернакля. Ок. 1435. Дерево, темпера. Музей базилики Сан-Джованни-Вальдарно

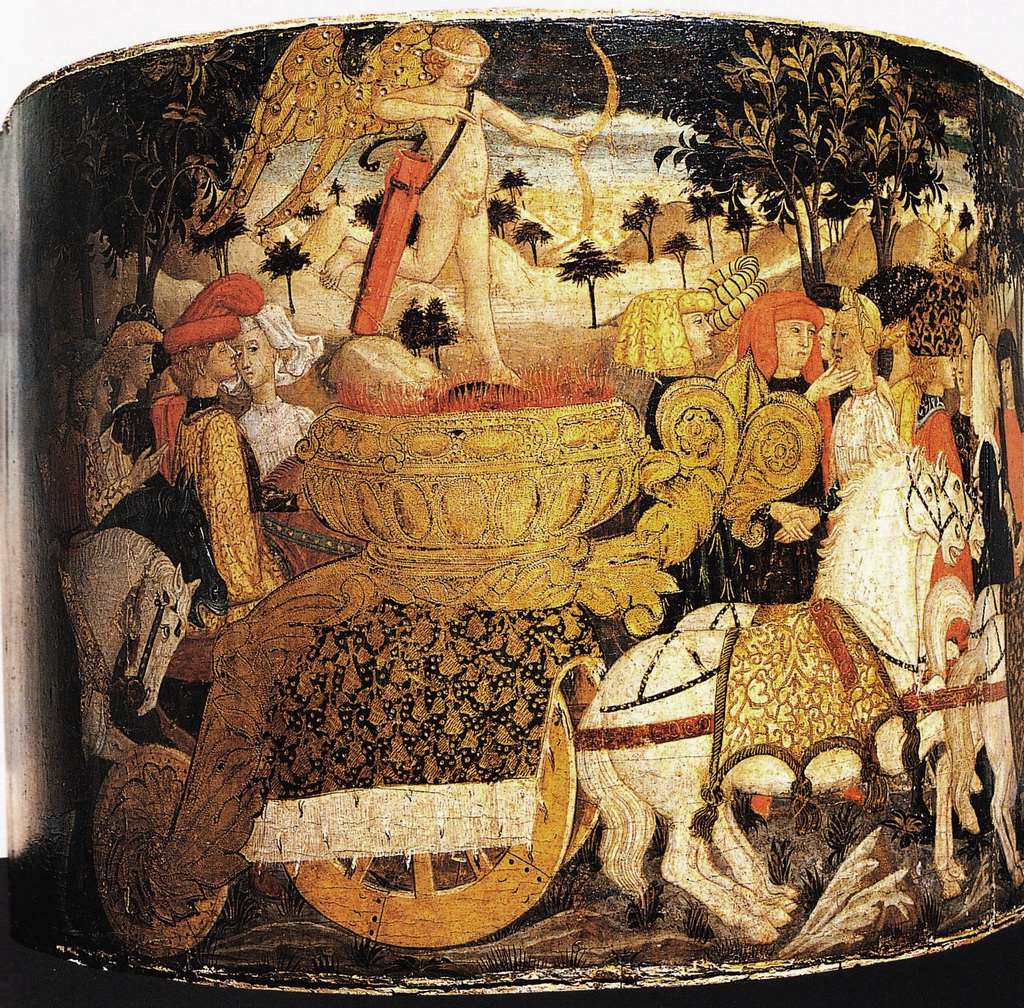
Триумф Любви. Роспись барабана. Дерево, темпера. Музей Палаццо Даванцати, Флоренция

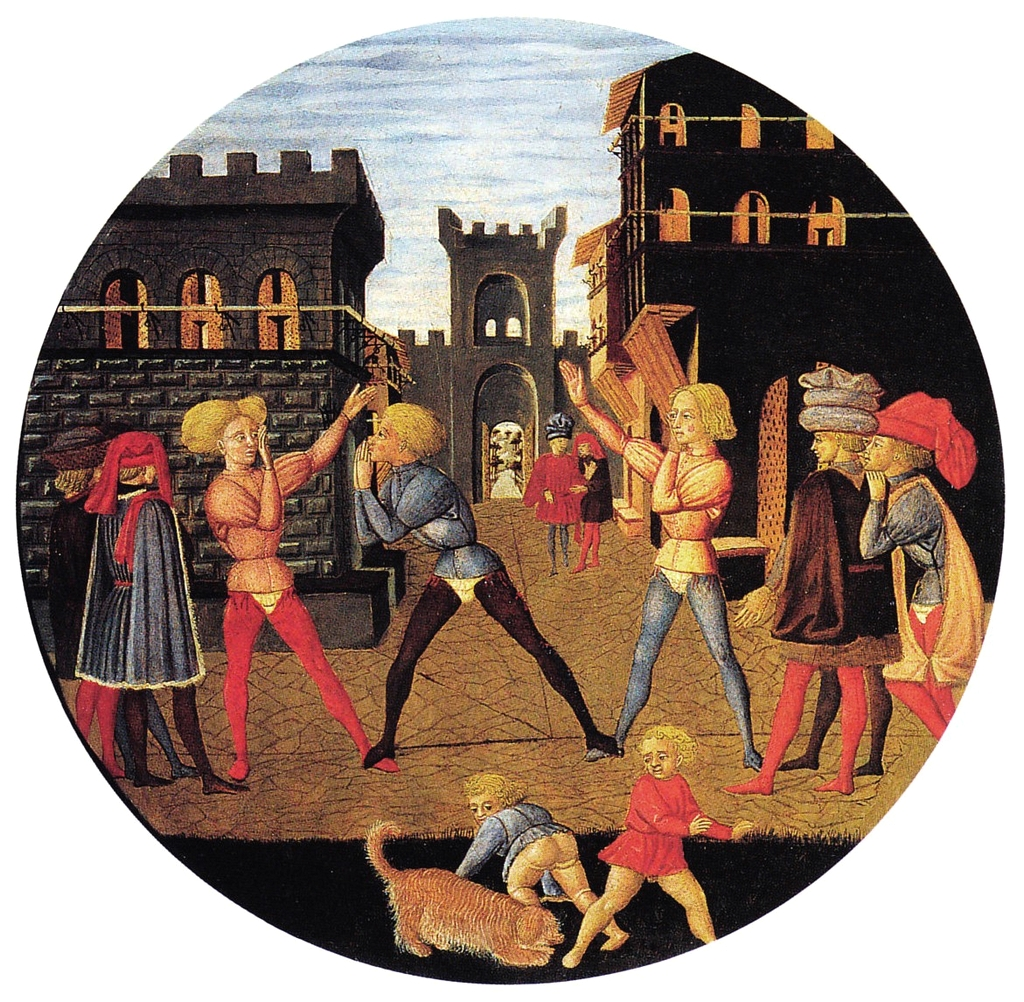
Юноши, играющие в чиветтино. Роспись тондино (поднос для роженицы). Ок. 1450. Дерево, темпера. Музей Палаццо Даванцати, Флоренция

Скеджа, настоящее имя Джованни ди Сер Джованни (итал. Giovanni di Ser Giovanni; 1406, Сан-Джованни-Вальдарно, Тоскана — 1486, Флоренция) — итальянский живописец и резчик по дереву периода кватроченто эпохи Возрождения флорентийской школы. Итальянское прозвание «Scheggia» означает «осколок, крошка, щепка».

## Жизнь и творчество
Джованни родился в 1406 году в Кастель-Сан-Джованни (ныне Сан-Джованни-Вальдарно, Тоскана) и был вторым сыном в семействе нотариуса Джованни ди Симоне и его супруги Якопы, появившись на свет на пять лет позднее своего прославленного брата Томмазо, известного под прозванием Мазаччо. Судя по всему, при рождении его назвали Витторе, однако в связи с тем, что отец умер в год его рождения, к нему перешло отцовское имя Джованни (такая практика была распространена в то время в Тоскане). Приблизительно в 1417 году его семья перебралась из Вальдарно во Флоренцию.
Юношей Джованни пошёл служить солдатом к кондотьеру Браччо да Монтоне, но около 1420 года бросил это занятие, и, вероятно, под влиянием и с помощью старшего брата поступил в мастерскую живописца Биччи ди Лоренцо. Согласно архивным документам, в 1426 году Скеджа выступал помощником своего брата Мазаччо, когда тот работал над созданием полиптиха для церкви ордена Кармелитов в Пизе. В следующем, 1427 году, его имя фигурирует во флорентийской налоговой декларации, составленной Мазаччо. После смерти брата в 1428 году Скеджа отказался от прав на его наследство, и принял на себя обязанности по содержанию матери. В 1430 году он вступил во флорентийскую Гильдию Святого Луки; в 1432 году стал членом гильдии каменщиков и плотников (Arte di Pietra e Legname), а в 1433 году — членом гильдии врачей и аптекарей (Arte dei Medici e degli Speziali), в которой в то время состояли флорентийские живописцы.
Его прозвание «Скеджа» («осколок, щепка») по одной из версий связывают с тем, что Джованни был столяром и резчиком по дереву — он изготавливал и расписывал деревянные сундуки-кассоне, небольшие домашние алтари, подносы для рожениц (деско да парто). По другой версии, это прозвание было намёком на его более низкий художественный статус, так как его вклад в искусство был неизмеримо меньшим, чем вклад его знаменитого старшего брата. Освоив профессию резчика по дереву и вступив в гильдию плотников, Скеджа повысил своё социальное положение, так как выполнял все столярные и живописные работы самостоятельно. В 1439—1440 годах его имя фигурирует в отчётах Флорентийского собора, где он в составе артели столяров декорировал в технике интарсии шкафы в сакристии собора.
Несмотря на то, что Скеджа, в отличие от брата, прожил долгую жизнь (он умер в 80-летнем возрасте) и создал множество произведений, сохранилась только одна работа с его подписью — остатки фресок «Мученичество Святого Себастьяна» (вероятно, росписи относятся к начальному этапу его творчества, но впоследствии, в 1456—1457 годах он добавил несколько фигур). Эти фрески художник написал в церкви Сан-Лоренцо на своей родине в Сан-Джованни-Вальдарно. Там же, в Вальдарно, хранятся и детали табернакля, созданного Скеджей совместно с Паоло Скьяво. Центральная панель табернакля «Мадонна с Младенцем на троне» (ок. 1435; Музей базилики Сан-Джованни, Вальдарно) демонстрирует влияние Фра Анджелико.
В 1429 году, вскоре после смерти брата, Скеджа основал собственную мастерскую и со временем она стала едва ли не самой популярной среди зажиточных горожан Флоренции, уступая только мастерской Аполлонио ди Джованни. Кроме того, ореол «брата Мазаччо», вероятно, помогал ему наладить обширные связи среди заказчиков, среди которых было и семейство правителей Флоренции — Медичи. Например, поднос для роженицы с изображением «Триумфа Славы» (Метрополитен-музей, Нью Йорк), был создан Скеджей в 1448—1449 годах по случаю рождения Лоренцо Медичи, и числится в описи имущества Медичи, составленной в 1492 году. По всей вероятности, взаимоотношения с семейством Медичи были достаточно тесными, так как в той же описи фигурируют картины-спальеры (для домашней развески наподобие шпалер), созданные по случаю свадьбы Лоренцо Медичи с Клариче Орсини с изображением свадебных торжеств, а также знаменитого рыцарского турнира, устроенного Лоренцо в 1469 году. Картины позднее были утрачены, но сохранились четыре изображения триумфов (Музей Палаццо Даванцати, Флоренция), которые числятся в той же описи.
Каталог произведений Скеджи был составлен из корпуса работ, ранее приписанных безымянному мастеру, которого обозначали, то как «Мастер Кассоне Адимари» (по хранящемуся во флорентийской Галерее Академии «Кассоне Адимари»; каталог его произведений был описан в нескольких работах Роберто Лонги, опубликованных с 1926 по 1952 годы). В исследовании, опубликованном в 1969 году, итальянский учёный Лючано Беллози сумел доказать, что этот анонимный мастер и Скеджа — один и тот же художник.
Будучи живописцем более скромного дарования, чем его брат, Скеджа, тем не менее, использовал в своём творчестве все новейшие художественные достижения флорентийского Ренессанса: приёмы построения геометрической перспективы и античные сюжеты. Он изображал бытовые сцены и современную флорентийскую улицу, как это можно видеть в «Кассоне Адимари», а также классические сюжеты — как библейские, так и языческие. Его художественная манера была эклектичной: в остатках фресок с изображением «Мученичества Святого Себастьяна» можно видеть влияние творчества Мазаччо, в дальнейшем в его работах просматривается влияние современных ему флорентийских живописцев — Фра Анджелико, Доменико Венециано, Паоло Уччелло.
Творческая деятельность Джованни Скеджа продолжалась необычайно долго. В кадастровой описи 1480 года, когда мастеру было уже семьдесят четыре года, сообщается, что он совместно с вышивальщиком Лукой ди Пьетро арендует помещение под мастерскую (по всей вероятности они кооперировались для изготовления носилок, заказанных Братством Св. Зиновия Флорентийского собора). В мастерской также работал сын Скеджи — Антонфранческо (1441—1476), имя которого фигурирует в нескольких документах 1470—1480-х годов. В дальнейшем, семейное предприятие вместе с прозванием «Скеджа» было продолжено сыном Антонфранческо — Джованни, и внуком Томмазо, которого назвали так в честь знаменитого двоюродного прадеда Томмазо Мазаччо.
Джованни ди Сер Джованни Скеджа скончался 1 ноября 1486 года и был похоронен во флорентийской церкви Санта-Кроче.

## Основные произведения

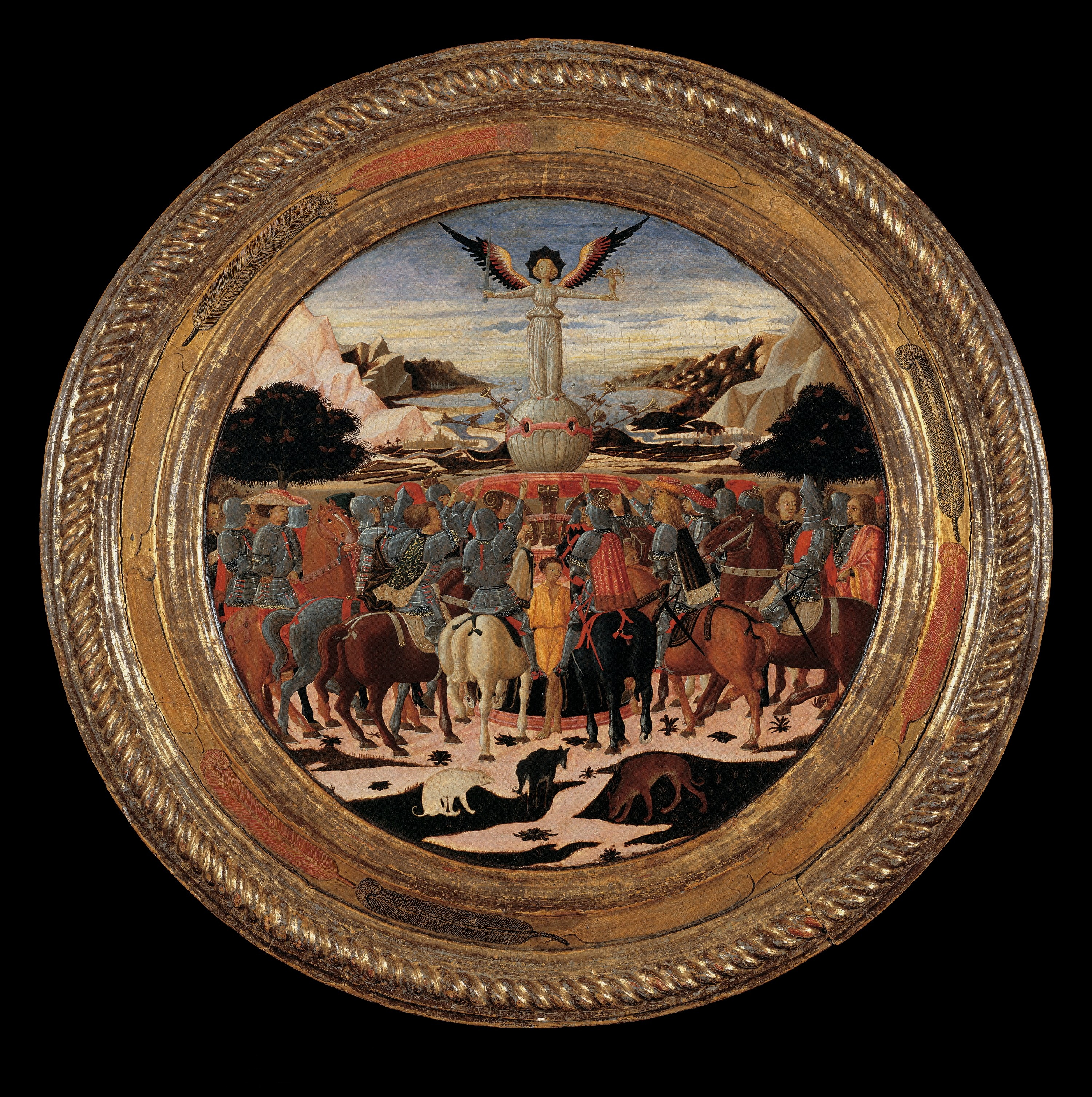
Триумф Славы. Роспись деско да парто (подноса для роженицы). 1448—1449. Дерево, темпера. Метрополитен-музей, Нью- Йорк

Среди множества произведений (насчитывают более ста), приписанных Скедже, наиболее важными, иллюстрирующими его творчество, считают несколько основных.
Самая крупная из живописных работ — алтарная картина «Мадонна с Младенцем и святыми», которую художник создал для церкви Сан-Джованни-Баттиста в Вальдарно около 1450 года (195 х 200см). Ей присуща необычная иконография. Живописец изобразил Мадонну с Младенцем в окружении ангелов, образующих мандорлу, и святых Себастьяна (слева), а также Лазаря, Марию Магдалину и Марфу, которые расположились в лодке перед Девой Марией. Лодка символизирует их отплытие в Галлию, где они будут проповедовать христианство. Картина хранится в Муниципальном музее Фучеккио.
«Кассоне Адимари» представляет собой длинную картину на доске (88,5 х 303 см, Галерея Академии, Флоренция, которая, вероятно, имеет косвенное отношение к сундукам-кассоне и к семейству Адимари. Для сундука она слишком велика, чтобы украшать его лицевую сторону — более 3-х метров. В отношении того, что на картине представлена состоявшаяся в 1420 году свадьба Бокаччо Адимари и Лизы Рикасоли, как это утверждает источник XVIII века Марко Ластри, есть также серьёзные сомнения. Пять пар, танцующих популярный во Флоренции XV века свадебный танец «киринтана» (на картине представлена первая, медленная часть танца), одеты в костюмы характерные для 1450-х годов, но не для 1420-х. Кроме того, по заключению историков музыкальных инструментов, музыканты-пиффери, аккомпанирующие танцующим, используют древнюю разновидность тромбона, который не мог быть изображён ранее 1443 года, когда на нём стали играть флорентийские пиффери. Таким образом, создание картины исследователи отнесли к 1443-1450-м годам, но не исключили возможности, что на ней может быть изображена свадьба не Адимари и Рикасоли, а Адимари и Мартелли, которая могла состояться в середине века. Изображена площадь перед флорентийским баптистерием, на которой установлен тент, под которым пять пар в дорогих одеждах торжественно исполняют медленный танец. Музыканты дуют в трубы, украшенные вымпелами с эмблемой флорентийской Синьории. Слева слуги несут большое блюдо, вдали от них, несмотря на громкую музыку и свадебную суету, задремал мужчина,— сцена представляет собой жанровую уличную зарисовку, метко схваченную художником.
«Триумф Славы» (диаметр 92,7 см; ок. 1448, Метрополитен-музей, Нью Йорк) представляет собой самый большой из известных ренессансных подносов для рожениц (обычно они имеют размеры в пределах 60-65 см). Кроме того, это единственный поднос для рожениц со сценой «Триумфа славы». Такой сюжет был выбран для росписи в связи с тем, что предмет был преподнесён Лукреции Торнабуони, супруге правителя Флоренции Пьеро де Медичи, по случаю рождения сына Лоренцо, который впоследствии стал знаменитым правителем под именем Лоренцо Великолепный. Иконография картины базируется на поэме Джованни Боккаччо «Любовное видение» (Amorose visione, 1342) и «Триумфах» (Trionfi, 1354—1374) Франческо Петрарки. Скеджа изобразил «Славу» в образе крылатой женщины с мечом и статуей Купидона в руках, стоящей на глобусе, который является частью довольно сложного пьедестала. К ней простирают свои руки 28 вооружённых всадников. В тексте Петрарки это прославленные деятели древности: Цезарь, Ганнибал, Ахиллес, Ной, Король Артур, Платон, Аристотель и Геродот, однако Скеджа не стал строго следовать поэме, но изобразил в виде фриза именно всадников, выделив и подчеркнув завоевательную составляющую. На обратной стороне написаны эмблемы семейств Медичи и Торнабуони. Во времена Лоренцо поднос украшал стену его покоев, сегодня хранится в Метрополитен-музее в Нью-Йорке.
Скедже также приписывают образы Мадонны с Младенцем, которые по большей части выполнялись для домашнего пользования (как правило, они небольшого формата). Кроме того, в его каталоге есть портреты, имеющие сложную атрибуционную историю (до этого разные эксперты приписывали их разным художникам).

## Росписи кассоне

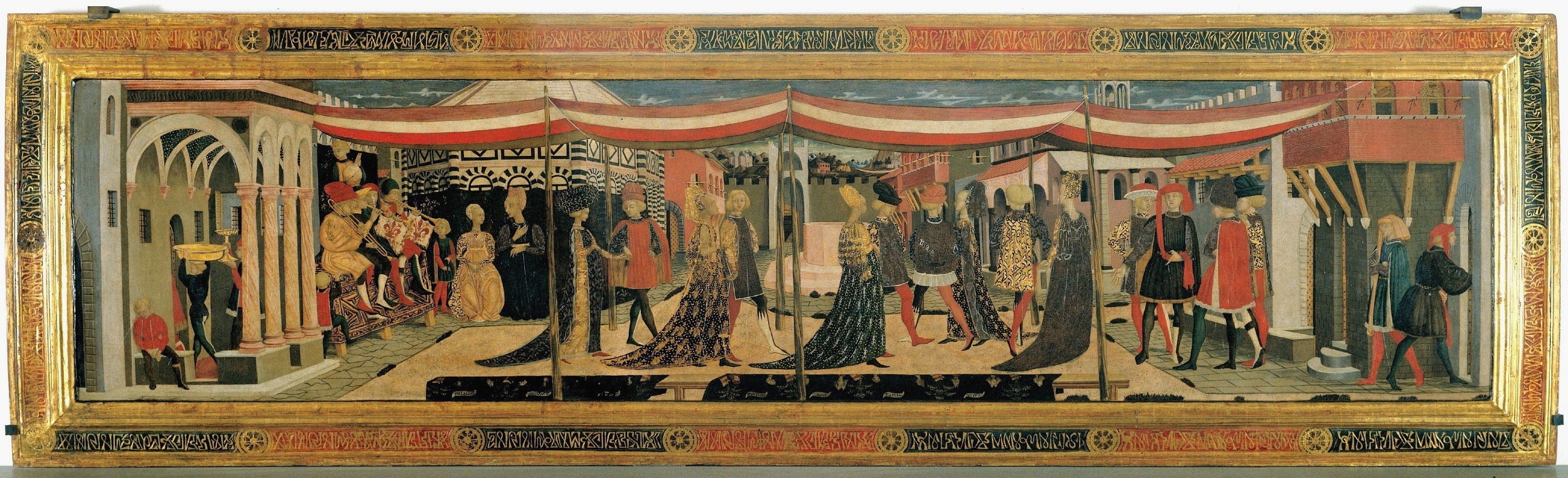
Кассоне Адимари. 1443—1450. Дерево, темпера. Галерея Академии, Флоренция
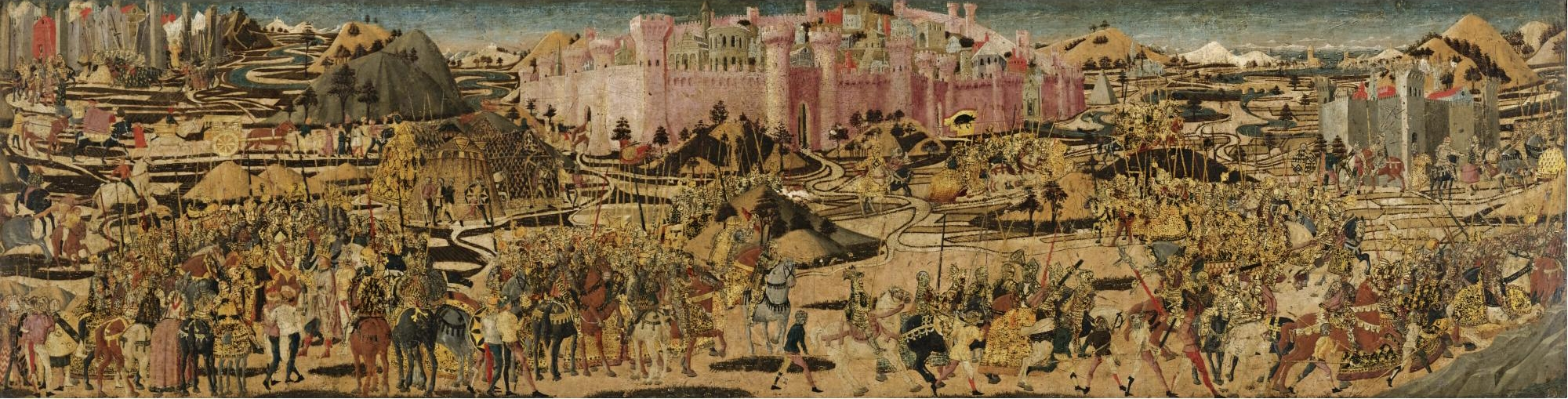
Захват Альба Лонги Туллием Гостилием. Ок. 1430-1435. Частное собрание
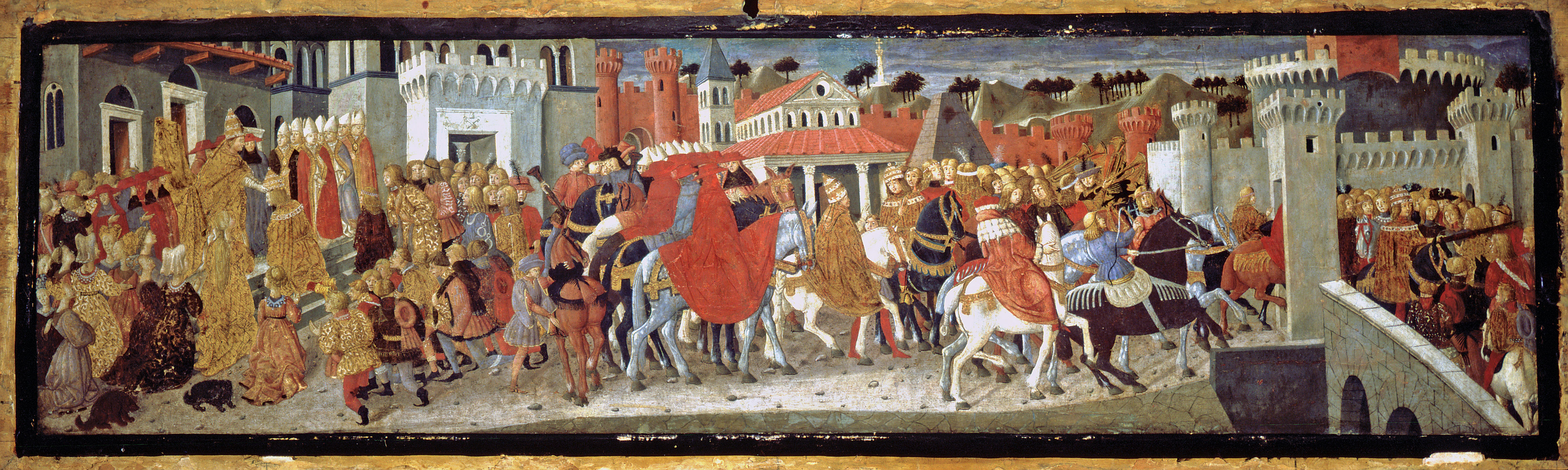
Выезд Фредерика III и Леоноры Португальской в Риме. 1452. Музей искусств, Вустер, Англия
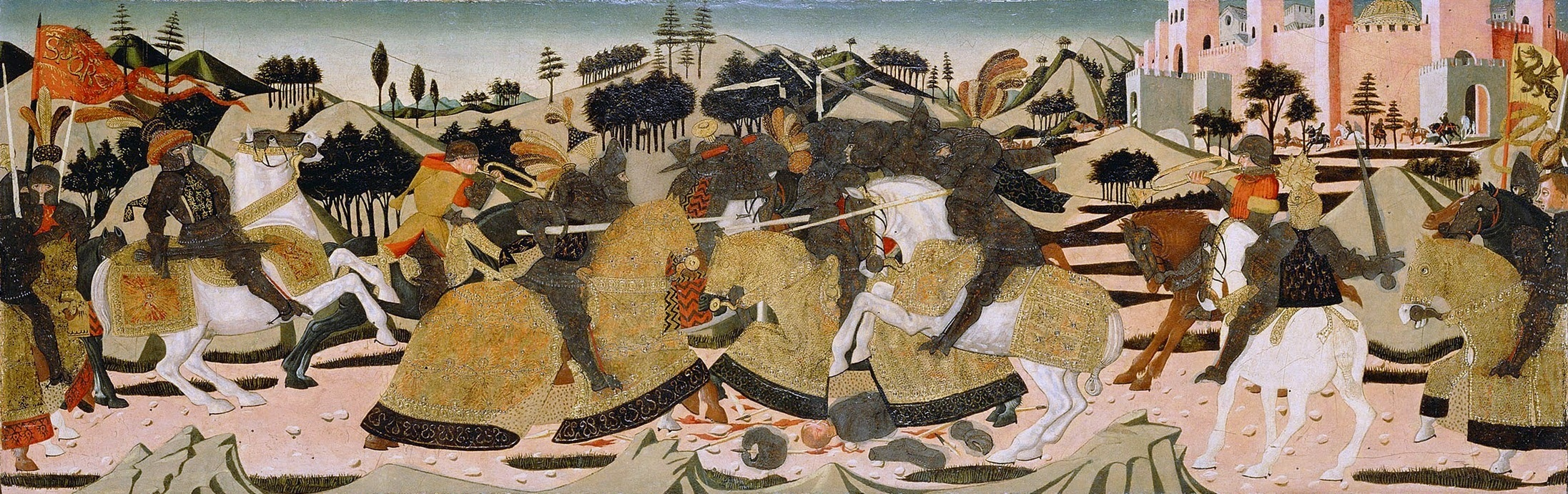
Сцена битвы. 1450-1475. Музей Пола Гетти, Лос-Анджелес, США
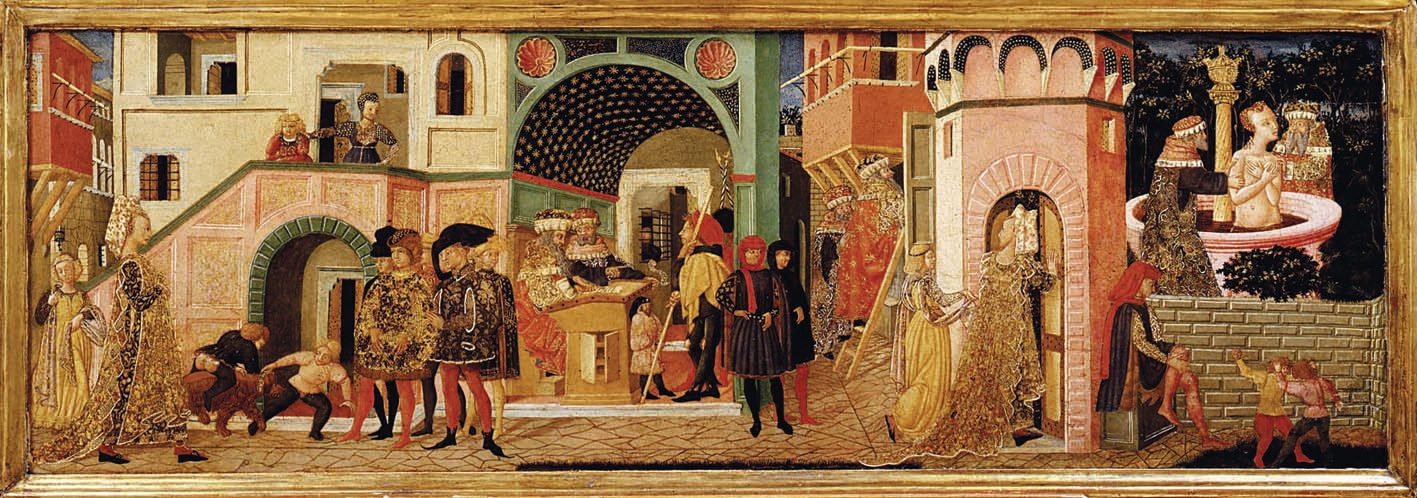
История Сусанны. Палаццо Даванцати, Флоренция

## Другие произведения

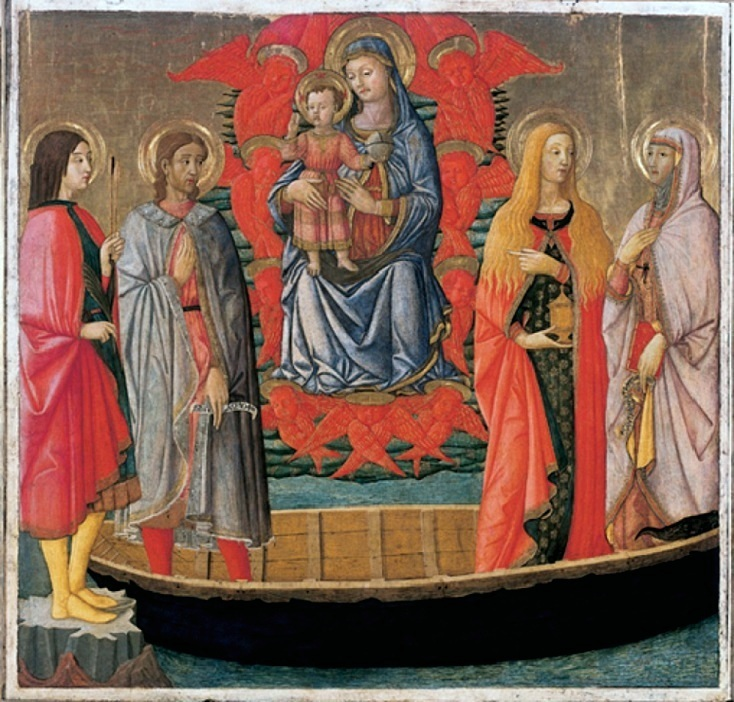
Мадонна с Младенцем и святыми. Ок. 1450. Дерево, темпера. Муниципальный музей, Фучеккио
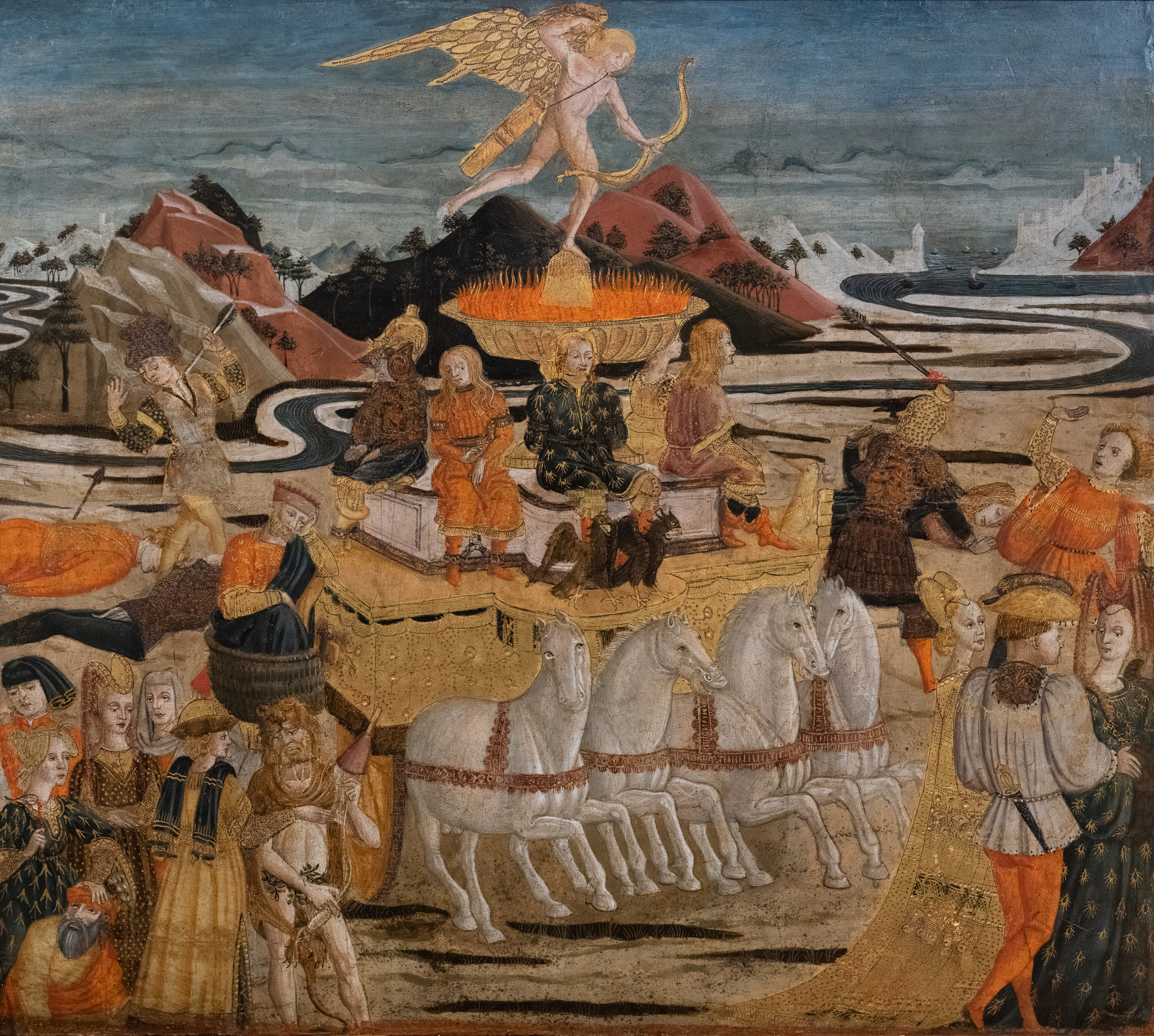
Триумф любви
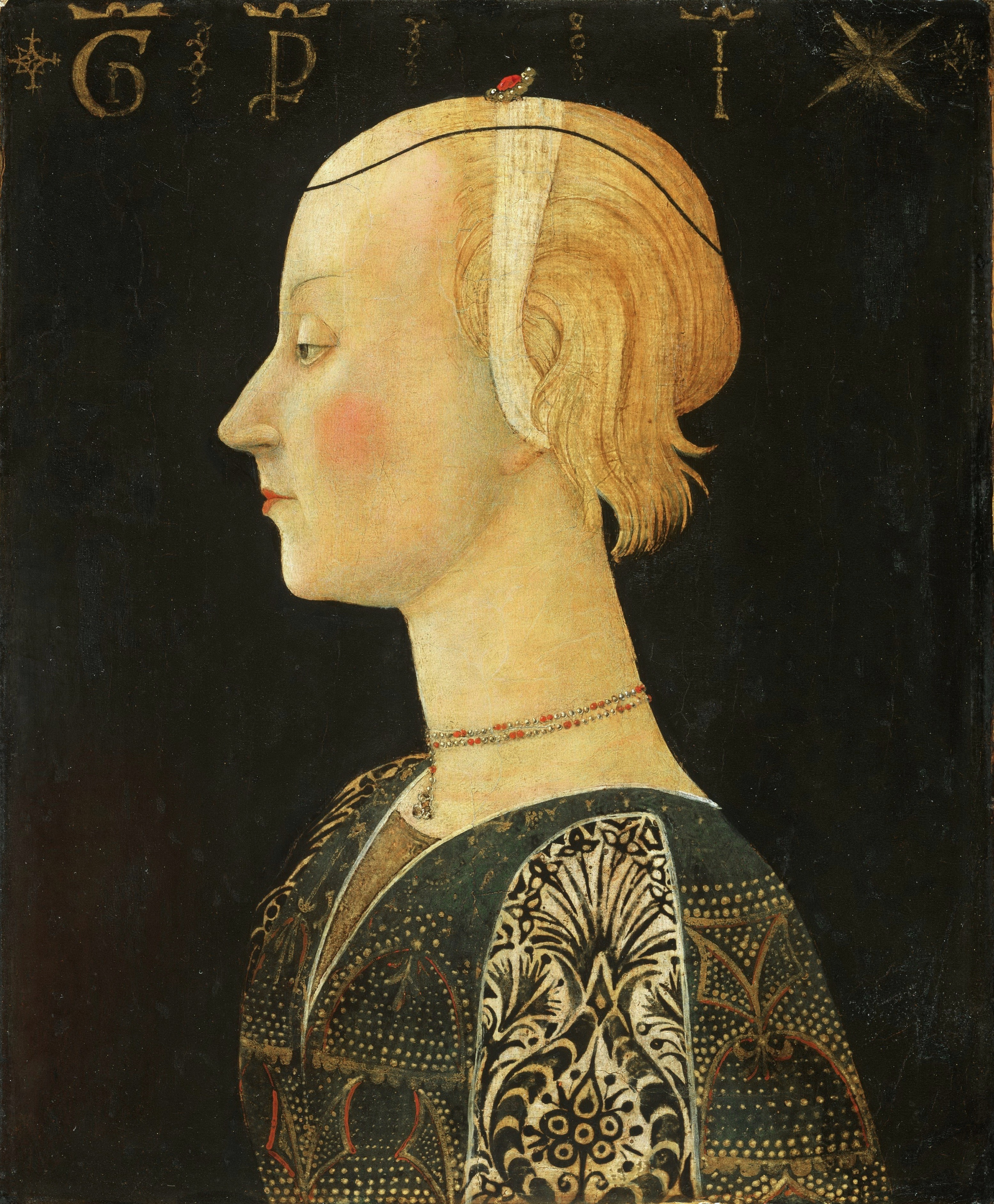
Портрет дамы. Ок. 1460. Дерево, темпера, золочение (переведено на холст). Музей искусства, Филадельфия
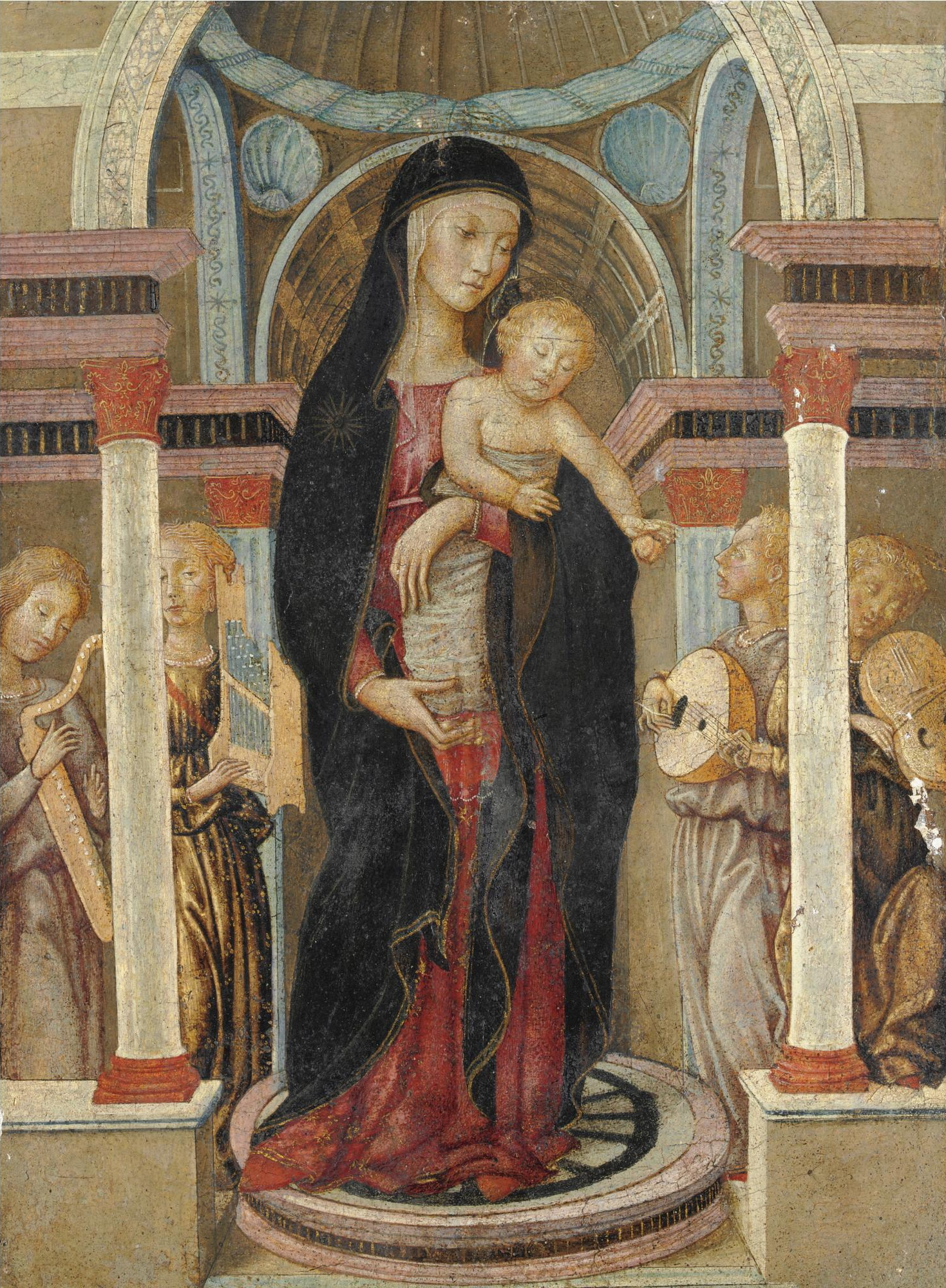
Мадонна с Младенцем и четыре музицирующих ангела. Частное собрание